# Südpazifikspiele 2003
Die Südpazifikspiele 2003 wurden vom 28. Juni bis zum 12. Juli 2003 in Suva, der Hauptstadt Fidschis, ausgetragen. Die Spiele waren die 12. Auflage der Südpazifikspiele seit 1963. Insgesamt nahmen 5000 Athleten aus 22 Nationen und Territorien teil.

## Teilnehmer
Insgesamt 22 Nationen nahmen an den Spielen teil:
| - Amerikanisch-Samoa - Cookinseln - Fidschi - Föderierte Staaten von Mikronesien - Französisch-Polynesien - Guam - Kiribati - Marshallinseln - Nauru - Neukaledonien - Niue | - Norfolkinsel - Nördliche Marianen - Palau - Papua-Neuguinea - Salomonen - Samoa - Tokelau - Tonga - Tuvalu - Vanuatu - Wallis und Futuna |

## Sportarten
| - 7er-Rugby - 9er-Rugby-League - Badminton (Details) - Baseball - Basketball - Beachvolleyball - Bodybuilding - Bogenschießen - Bowls - Boxen - Cricket - Fußball (Details) - Gewichtheben - Golf - Hockey - Judo - Kanu | - Kraftdreikampf - Leichtathletik - Netball - Ringen - Schießen - Schwimmen - Segeln - Softball - Squash - Surfen/Wellenreiten - Taekwondo - Tennis - Tischtennis - Touch - Triathlon - Volleyball |

## Medaillenspiegel
| Platz | Land                               | Gold | Silber | Bronze | Gesamt |
| ----- | ---------------------------------- | ---- | ------ | ------ | ------ |
| 1     | Neukaledonien                      | 93   | 74     | 76     | 243    |
| 2     | Fidschi                            | 65   | 70     | 62     | 197    |
| 3     | Tahiti                             | 55   | 29     | 43     | 127    |
| 4     | Papua-Neuguinea                    | 33   | 29     | 19     | 81     |
| 5     | Nauru                              | 24   | 20     | 2      | 46     |
| 6     | Samoa                              | 18   | 17     | 21     | 56     |
| 7     | Tonga                              | 6    | 10     | 6      | 22     |
| 8     | Guam                               | 6    | 6      | 6      | 18     |
| 9     | Föderierte Staaten von Mikronesien | 3    | 7      | 4      | 14     |
| 10    | Vanuatu                            | 2    | 10     | 9      | 21     |
| 11    | Cookinseln                         | 2    | 6      | 11     | 19     |
| 12    | Kiribati                           | 2    | 2      | 11     | 15     |
| 13    | Salomonen                          | 1    | 5      | 10     | 16     |
| 14    | Wallis und Futuna                  | —    | 4      | 5      | 9      |
| 15    | Norfolkinsel                       | —    | 3      | 4      | 7      |
| 16    | Amerikanisch-Samoa                 | —    | 3      | 1      | 4      |
| 17    | Palau                              | —    | 2      | 3      | 5      |
| 18    | Nördliche Marianen                 | —    | 1      | 1      | 2      |
| 19    | Tokelau                            | —    | 1      | —      | 1      |
| 20    | Niue                               | —    | —      | 5      | 5      |